# 云南厚皮香
云南厚皮香（学名：Ternstroemia yunnanensis）为山茶科厚皮香属下的一个种。其种加词 yunnanensis 意为“云南的”。